# Marco Wölfli
Marco Wölfli (ur. 22 sierpnia 1982 w Grenchen) – szwajcarski piłkarz  grający na pozycji bramkarza. Od 1999 roku zawodnik BSC Young Boys.

## Kariera klubowa
Wölfli pochodzi z miasta Grenchen i tam też rozpoczął karierę piłkarską w klubie Fulgor Grenchen. Następnie trenował w FC Solothurn, by w 1999 roku trafić do BSC Young Boys z Berna. W sezonie 1999/2000 zadebiutował w Axpo Super League. W Young Boys był rezerwowym i przez trzy lata rozegrał 2 spotkania. Na początku 2002 roku odszedł do FC Thun. Przez półtora roku rozegrał w Thun 14 spotkań.
Latem 2003 roku Wölfli wrócił do Young Boys. W stołecznym klubie wygrał rywalizację o miejsce w bramce z Włochem Paolem Collavitim, a następnie Patrickiem Bettonim. W 2004 roku wywalczył z Young Boys wicemistrzostwo Szwajcarii, a w 2006 roku wystąpił w przegranym po serii rzutów karnych finale Pucharu Szwajcarii z FC Sion. W 2008 i 2009 roku ponownie zajął z Young Boys 2. miejsce w lidze. W tym drugim przypadku znów był finalistą krajowego pucharu (Young Boys przegrali 2:3 ze Sionem).
W sezonie 2017/2018 wraz z BSC Young Boys zdobył mistrzostwo Szwajcarii.
Po sezonie 2019/2020 zakończył karierę piłkarską.
| Sezon   | Klub           | Kraj       | Rozgrywki    | Mecze | Bramki |
| ------- | -------------- | ---------- | ------------ | ----- | ------ |
| 1999/00 | BSC Young Boys | Szwajcaria | Super League | 1     | 0      |
| 2000/01 | BSC Young Boys | Szwajcaria | Super League | 1     | 0      |
| 2001/02 | BSC Young Boys | Szwajcaria | Super League | 0     | 0      |
| 2001/02 | FC Thun        | Szwajcaria | Super League | 4     | 0      |
| 2002/03 | FC Thun        | Szwajcaria | Super League | 10    | 0      |
| 2003/04 | BSC Young Boys | Szwajcaria | Super League | 34    | 0      |
| 2004/05 | BSC Young Boys | Szwajcaria | Super League | 15    | 0      |
| 2005/06 | BSC Young Boys | Szwajcaria | Super League | 35    | 0      |
| 2006/07 | BSC Young Boys | Szwajcaria | Super League | 31    | 0      |
| 2007/08 | BSC Young Boys | Szwajcaria | Super League | 32    | 0      |
| 2008/09 | BSC Young Boys | Szwajcaria | Super League | 35    | 0      |
| 2009/10 | BSC Young Boys | Szwajcaria | Super League | 36    | 0      |
| 2010/11 | BSC Young Boys | Szwajcaria | Super League | 35    | 0      |
| 2011/12 | BSC Young Boys | Szwajcaria | Super League | 33    | 0      |
| 2012/13 | BSC Young Boys | Szwajcaria | Super League | 36    | 0      |
| 2013/14 | BSC Young Boys | Szwajcaria | Super League | 17    | 0      |
| 2014/15 | BSC Young Boys | Szwajcaria | Super League | 1     | 0      |
| 2015/16 | BSC Young Boys | Szwajcaria | Super League | 2     | 0      |
| 2016/17 | BSC Young Boys | Szwajcaria | Super League | 1     | 0      |
| 2017/18 | BSC Young Boys | Szwajcaria | Super League | 19    | 0      |
| 2018/19 | BSC Young Boys | Szwajcaria | Super League |       |        |

## Kariera reprezentacyjna
Do 2004 roku Wölfli rozegrał 24 spotkania w reprezentacji Szwajcarii U-21. W dorosłej reprezentacji zadebiutował 19 listopada 2008 roku w wygranym 1:0 towarzyskim spotkaniu z Finlandią. W eliminacjach do Mistrzostw Świata 2010 pełnił rolę rezerwowego dla Diego Benaglio.